# Arquitectura neomoderna

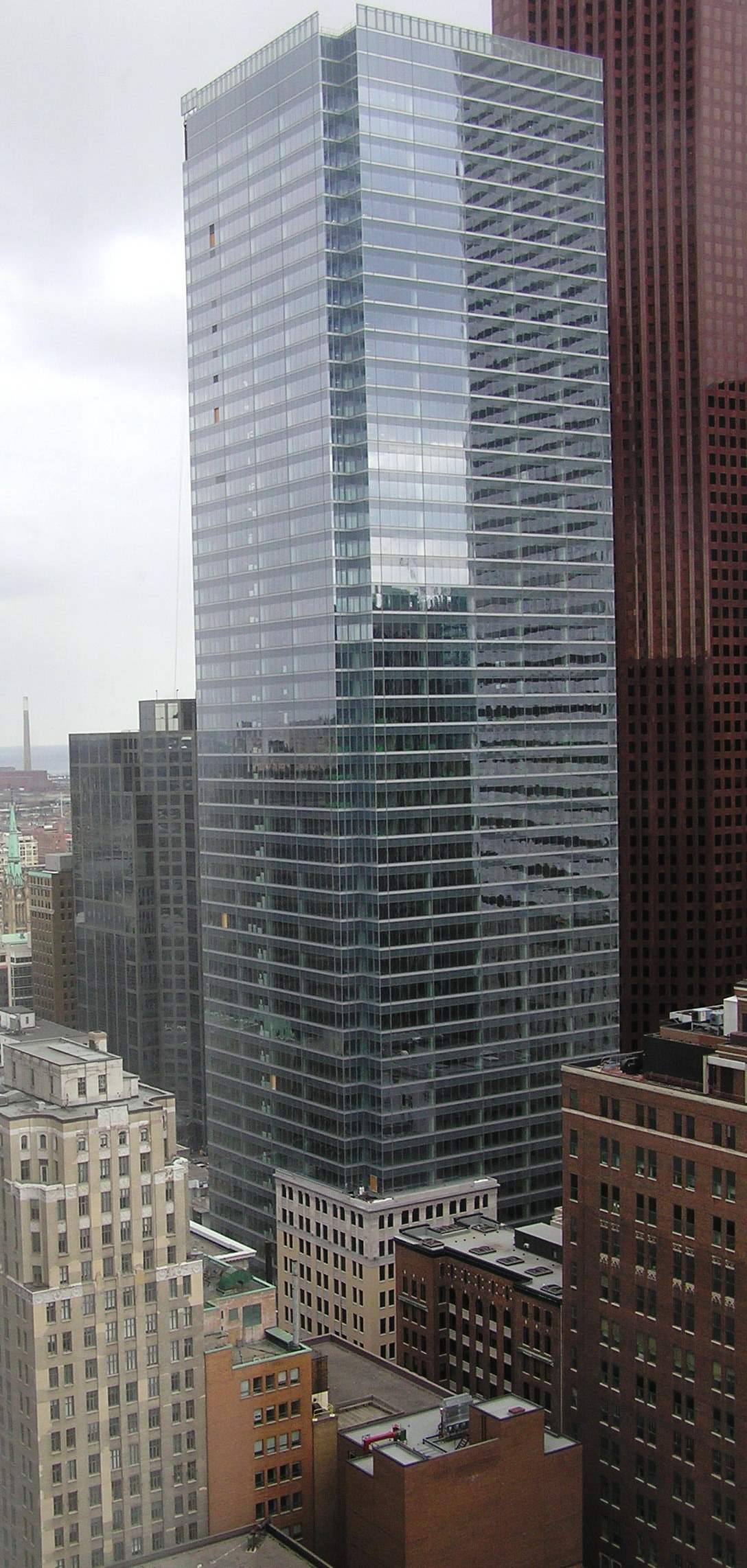
El Bay Adelaide Centre en Toronto. El primer proyecto, diseñado en los años 1980, tenía un fuerte estilo postmodernista. El proyecto final, terminado en 2009, adoptó el estilo neomoderno

Se denomina arquitectura neomoderna a un estilo arquitectónico surgido como reacción a la complejidad adquirida por el postmodernismo y el neoeclecticismo, que intenta regresar a la simplicidad. Quienes lo promueven intentan instalar que la arquitectura contemporánea ha superado a la postmodernidad, en pos de este nuevo estilo.

## Características
La arquitectura neo moderna es una de las formas dominantes de la arquitectura actual desde fines del siglo XX. Tiende a ser usada para un cierto tipo de edificios: mientras en el campo de las vivienda se prefieren estilos neo eclécticos y neo historicistas (al menos en ciertos sectores de las clases media-alta y alta), para los grandes hitos arquitectónicos se acude a la creatividad de los maestros conocidos como starchitects (arquitectos-estrella, por su popularidad general); el neomodernismo se aplica en proyectos grandes, pero no destacados, como torres de oficinas o urbanizaciones.
La arquitectura neomoderna comparte muchas de las características básicas del movimiento moderno de la primera mitad del siglo XX. Ambos rechazan la ornamentación, las decoraciones aplicadas y los intentos deliberados de imitar el pasado. Los edificios neomodernos, al igual que los modernos, están diseñados con énfasis en la funcionalidad y buscando una estética sobria con volumetrías monolíticas. El neomodernismo se distingue marcadamente del modernismo original por su acercamiento al urbanismo, el área en que más críticas sumó el movimiento moderno en la segunda mitad del siglo XX, y toma los postulados del Nuevo urbanismo de los años '80, que rechaza la visión de la torre en el parque acuñada por Le Corbusier, en pos de edificios integrados en la ciudad que estén abiertos a peatones y usuarios.

## Grupo artístico neomoderno
Este grupo fue fundado por Guy Dennig en 1997, bajo la premisa de que la diversidad en el arte contemporáneo británico estaba siendo coartada por las instituciones de arte y organizaciones subvencionadas por el Estado. El grupo no tiene un estilo homogéneo, pero se encamina a la pintura figurativa. Otros miembros son Juno Doran, Antony Micallef, Ghislaine Howard y Mark Demsteader.